# Jan Zonneveld
Jan Isaak Samuel Zonneveld (Kampen, 31 augustus 1918 - Zeist, 3 juni 1995) was een Nederlands geoloog en fysisch geograaf. Zonneveld is met name bekend van zijn onderzoek naar de fysische geografie van Nederland en Suriname en het gebruik van luchtfotografie bij aardwetenschappelijk onderzoek.
Zonneveld studeerde geologie aan de universiteit van Leiden, waar hij les kreeg van de geoloog B.G. Escher en de paleontoloog I.M. van der Vlerk. In 1940 zat hij in het bestuur van de studievereniging L.G.V.. Na een onderbreking van zijn studie tijdens de oorlogsjaren promoveerde hij in 1947 op een proefschrift over de Kwartaire geologie van de Peel. Daarna werkte hij achtereenvolgens bij het Geologisch Bureau van het Mijngebied in Zuid-Limburg, bij het Centraal Bureau Luchtkartering in Paramaribo (Suriname) en bij de Nederlandse Geologische Dienst in Haarlem.
In 1958 werd Zonneveld tot hoogleraar in de geologie, geomorfologie en chorografie benoemd aan de universiteit van Utrecht. Hij richtte in Utrecht een onderzoeksgroep op die zich specialiseerde in Kwartaire geologie, geomorfologie en luchtfoto-onderzoek. Hij ontwikkelde ook nieuwe onderzoeksterreinen, zoals landschapsecologie en effecten van menselijk ingrijpen in het landschap op het milieu. Na zijn emeritaat in 1985 werd hij als hoogleraar opgevolgd door Eduard Koster. Zijn voormalige student en assistent Henk Berendsen werd universitair hoofddocent.
Zonneveld ontving eredoctoraten van de universiteit van Göttingen en de universiteit van Groningen, was lid van de Duitse academie van wetenschappen Leopoldina en erelid van het Koninklijk Nederlands Aardrijkskundig Genootschap.

## Boeken
- Het kwartair van het Peel-gebied en de naaste omgeving: een sediment-petrologische studie (Proefschrift 1947)
- Tussen de bergen en de zee; de wordingsgeschiedenis der Lage Landen (1964)

- Digitale Bibliotheek voor de Nederlandse Letteren: zonn010
- Gemeinsame Normdatei: 101555511X
- International Standard Name Identifier: 0000 0000 2190 9388
- Library of Congress Control Number: n81043558
- Nationale Bibliotheek van Tsjechië: mub20191029452
- Nederlandse Thesaurus van Auteursnamen: 069079250
- Virtual International Authority File: 247993356
- WorldCat: E39PBJmHFxrtfxkxkhwHBCq84q